# Farhana Yamin
Farhana Yamin, född 22 februari 1965 i Pakistan, är en brittisk advokat och klimataktivist.
Yamin är känd för att vara en nyckelarkitekt bakom Parisavtalet. Hon har arbetat som juridisk och strategisk rådgivare för små öar och utsatta nationer som Marshallöarna, och företrätt dem vid internationella klimatförhandlingar. Hon är engagerad i Extinction Rebellion och är medförfattare till This Is Not a Drill: An Extinction Rebellion Handbook.